# Gilke Croket
Gilke Croket (Bornem, 1 november 1992) is een Belgisch wielrenster en baanwielrenster. Ze reed tussen 2012 en 2017 bij Sport Vlaanderen-Guill D'or. Croket werd meerdere malen Belgisch Kampioen bij de elite dames in verschillende onderdelen van het baanwielrennen.

## Baanwielrennen

### Palmares
2009
 Belgische kampioenschappen dames elite scratch
2011
 Belgische kampioenschappen dames elite 500 meter
 Belgische kampioenschappen dames elite keirin
 Belgische kampioenschappen dames elite ploegsprint (met Morgane Van Lierde)
 Belgische kampioenschappen dames elite puntenkoers
 Belgische kampioenschappen dames elite scratch
2012
 (Anadia) Europese kampioenschappen baanwielrennen dames junioren en beloften ploegen achtervolging (met Jolien D'Hoore en Sarah Inghelbrecht)
 Belgische kampioenschappen dames elite omnium
 Belgische kampioenschappen dames elite achtervolging
2013
 Belgische kampioenschappen dames elite ploegen achtervolging (met Sarah Inghelbrecht en Stephanie De Croock
 Belgische kampioenschappen dames elite scratch
 Belgische kampioenschappen dames elite puntenkoers
 Belgische kampioenschappen dames elite achtervolging
2014
 Belgische kampioenschappen dames elite achtervolging
 Belgische kampioenschappen dames elite puntenkoers
2016
 Belgische kampioenschappen dames elite scratch
2017
 Belgische kampioenschappen dames elite 500 meter
 Belgische kampioenschappen dames elite keirin
 Belgische kampioenschappen dames elite omnium
 Belgische kampioenschappen dames elite scratch